# 751
751 (DCCLI) var ett normalår som började en fredag i den julianska kalendern.

## Händelser

### Okänt datum
- November – Pippin den lille, Pippin III, blir frankisk kung.

## Födda
- 28 juni – Karloman I, frankisk kung av Burgund, Alemannien och södra Austrasien 768–771

## Avlidna
- Maria, kejsarinna av Bysantinska riket.